# Akio Toyoda

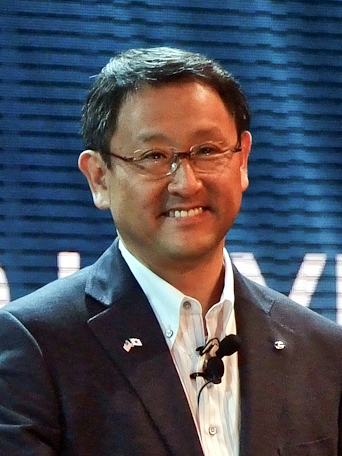
Akio Toyoda (2011)

Akio Toyoda (japanisch 豊田 章男, Toyoda Akio; * 3. Mai 1956 in Nagoya) ist Aufsichtsratsvorsitzender und war bis zum 31. März 2023 der Chief Executive Officer (daihyō-torishimariyaku-shachō, dt. „leitender Direktor und Präsident“) des japanischen Automobilkonzerns Toyota (Toyota Jidōsha K.K.).

## Leben
Er ist der älteste Sohn von Shōichirō Toyoda und Enkelsohn des Toyota-Firmengründers Kiichirō Toyoda. Er ist der erste Toyoda als Geschäftsführer des Automobilkonzerns seit 1995 und mit 53 Jahren der bislang jüngste Toyota-Chef.
Akio Toyoda wurde im Juli 2009 als neuer CEO von Toyota eingesetzt und sollte den größten Automobilhersteller der Welt wieder in die schwarzen Zahlen führen. Aufgrund der weltweiten Wirtschaftskrise fuhr Toyota 2008 seinen ersten operativen Verlust der Firmengeschichte ein.
Zu Beginn des Jahres 2023 kündigte er seinen Rückzug an. Nachfolger wurde zum 1. April 2023 Koji Sato.
In den 1990er-Jahren baute Toyoda mit einigen Mitarbeitern das erste Gazoo-Terminal als Präsentationsplattform für gebrauchte Toyota-Fahrzeuge. Daraus entwickelte sich in wenigen Jahren das Portal Gazoo.com, das zu einer der populärsten japanischen Cybermalls wurde. 2001 hatte das Portal bereits über eine Million registrierte Mitglieder und mehr als 3200 öffentliche Terminals mit denen Onlinekäufe getätigt werden konnten.
Toyoda ist ein begeisterter Motorsportfreund, der sich im Konzern für die Entwicklung von Sportmodellen wie dem Lexus IS-F und Lexus LF-A starkmachte. Er nahm dreimal unter dem Pseudonym „Morizo Kinoshita“ als Fahrer am ADAC 24-Stunden-Rennen auf dem Nürburgring teil. 2009 trat er dabei im neuentwickelten LF-A Prototyp No. 14 an, mit dem er Platz 87 (Rang 4 seiner Klasse) belegte.